# Legends of Might and Magic
A Legends of Might and Magic egy 2001-ben megjelent többjátékos akciójáték melyet Jon Van Canenghem vezetésével a New World Computing fejlesztett és a 3DO adott ki. A Might and Magic-sorozat spin-offja, játékmódjai miatt korában a "középkori Counter-Strike" jelzővel illették, kritikai szempontból viszont gyenge klónnak tartották.

## Játékmenet
A játék gyakorlatilag csak online játszható. Létezik ugyan egy offline gyakorló mód, de a játékban nincsenek botok (mesterséges intelligencia által vezérelt ellenségek). Belépéskor a jó és a gonosz csapat közül választhatunk, hogy hová szeretnénk csatlakozni, és mindegyik oldalhoz három-három osztály tartozik. Gonosz oldalon az eretnek, az íjász és a harcos, jó oldalon a paladin, a druida, és a varázsló választható. Ezután választható ki a térkép, melyek mindegyike egy játékmódban játszható:
- Sword in the Stone: a játékosoknak meg kell kaparintaniuk egy kardot és el kell azt vinniük a pálya kijáratához. Ez a népszerű "capture the flag" játékmód egy variációja.
- Rescue The Princess: a jó csapatnak ki kell mentenie a gonoszok által túszul ejtett hercegnőt (hasonlóan a Counter-Strike túszmentős akcióihoz)
- Warlord Escape: az egyik játékos alakítja a hadurat, akit a csapatának biztonságba kell kísérnie, a másik csapatnak viszont meg kell ölnie (hasonlóan a Counter-Strike VIP túszmentő akcióihoz)
- Slay the Dragon: mindkét csapat egy tűzokádó sárkánnyal harcol, és amelyikük legyőzi azt, az a győztes.

Némelyik pályán ellenséges kreatúrák is beállíthatóak nehezítésként. Szörnyvadászatért, kincsesládák kinyitásáért, valamint a pályákon való győzelmekért aranyat kapunk, amelyet felszerelés vásárlására költhetünk. Ezeket a holmikat elhalálozáskor vagy a menet végén elveszítjük. A játéknak ez az egyik legnagyobb hibája: ugyanis azzal, hogy minden egyes pályát újra az alap felszereléssel kell kezdeni, hosszabb távon nincs jutalmazás a tapasztaltabb játékosok számára.

## Fejlesztése
A játékot először a 2000-es E3-on jelentette be a 3DO, mint az első olyan Might and Magic-játékot amit online játékra terveztek. Akkoriban még akció-szerepjátékként indult, ami a kooperatív többjátékos módra épít. A legfeljebb hatfős csapat akkoriban sem számított soknak, de 16 játékosos deathmatch-et, véletlenszerű térképgenerátort és egy játékos vs. szörnyek aréna módot is ígértek. A játék elején hat osztály közül lehetett volna választani (a "Might" és "Magic" csoportok mentén), ezután négy különböző világban kellett volna négy varázstárgyat összegyűjteni, hogy azok segítségével legyőzzük a király korrupt főtanácsadóját, mielőtt megváltoztatná a történelmet. A kapott küldetések attól függtek volna, milyen fejlett a karakterünk és mennyi mindent fedezett már fel a világból.
2001 elejére aztán elhagyták az akció-RPG elemeket és tisztán deathmatch alapúvá alakították át a játékot, és ehhez 6 játékmódot, 25, a Might and Magic múltjából már ismert térképet, és a játékok közt átvihető fegyvereket, páncélokat, felszereléseket ígértek. Jeffrey Blattner producer szerint a változtatásra azért volt szükség, mert úgy érezték, hogy az eredeti koncepció szerint nem tudtak volna élvezetes játékot csinálni, a módosítás viszont új színt hozott a Might and Magic-univerzumba.

## Fogadtatás
A legtöbb kritika a Counter-Strike-hoz hasonlította a játékot, nem alaptalanul, ugyanis számos elemében megegyezik azzal, csak fantázia-környezetbe helyezve. Ennek ellenére a megvalósítás középszerű lett: stratégiai lehetőségek hiányára, az osztályok közötti különbségek minimálisságára és a kiegyensúlyozatlan fegyverekre érkezett a legtöbb panasz, illetve arra, hogy nincs pályaszerkesztő.

## Fordítás
Ez a szócikk részben vagy egészben  a   Legends of Might and Magic című angol Wikipédia-szócikk ezen változatának fordításán alapul.  Az eredeti cikk szerkesztőit annak laptörténete sorolja fel. Ez a jelzés csupán a megfogalmazás eredetét és a szerzői jogokat jelzi, nem szolgál a cikkben szereplő információk forrásmegjelöléseként.